# Tatum (Cameroun)
Tatum est un village du Cameroun située dans la région du Nord-Ouest et le département du Bui. Il fait partie de la commune de Nkum.

## Population
Lors du recensement de 2005, on a dénombré 5 025 personnes.

## Actions de développement
- En 2017, EWB Sweeden, avec l'appui d'ISF Cameroun, lance l'initiative « Computers for Schools » (Ordinateurs pour les écoles), en faveur des écoles pilotes de Bandja et Tatum[2].